# Federación de Tenis de Chile
 Federación de Tenis de Chile är det chilenska tennisförbundet och bildades i Santiago de Chile den 3 april 1920. 1948 inträdde Chile i internationella tennisförbundet. På nationell nivå samarbetar förbundet med Chiles olympiska kommitté, och på man är medlem av sydamerikanska tennisförbundet.
Förbundet kontrollerar de chilenska tennislandslagen, som Davis Cup-laget, och Fed Cup-laget, liksom ungdomslandslagen. Förbundet organiserar även tennisturneringar inuti Chile, och fixar spelschema vid landslagens hemmamatcher.

### Fotnoter
1. ↑  ”Statues of the Federation”. Arkiverad från originalet den 20 mars 2012. https://web.archive.org/web/20120320234053/http://menores.federaciondetenisdechile.cl/demo/archivos/Estatutos.pdf. Läst 5 mars 2011.